# Leptopteromyia gracilis
Leptopteromyia gracilis là một loài ruồi trong họ Asilidae. Leptopteromyia gracilis được Williston miêu tả năm 1908.